# Eliasz I (hrabia Maine)
Eliasz I (zm. 11 lipca 1110) – hrabia Maine, pan de La Flèche, syn Jana de Beaugency, pana de La Flèche, i Pauli, córki Herberta I, hrabiego Maine.
W 1093 r. jego kuzyn, Hugon V d'Este, zrezygnował ze swoich praw do hrabstwa Maine i przekazał je właśnie Eliaszowi. Nowy hrabia musiał toczyć walki o hrabstwo z księciem Normandii Robertem II Krótkoudym. W walkach tych wspierał go hrabia Andegawenii Fulko IV. Kiedy książę Robert udał się na wyprawę krzyżową Eliasz doszedł do porozumienia z jego bratem, królem Anglii i regentem Normandii Wilhelmem II Rudym, który uznał Eliasza za hrabiego Maine.
Pierwszą żoną Eliasza była Matylda, córka Gerwazego, pana de Château-du-Loir. Eliasz miał z nią jedną córkę, Ermengardę, która poślubiła hrabiego Fulka V Andegaweńskiego. Drugie małżeństwo Eliasz zawarł w 1109 r. z Agnieszką z Akwitanii. Małżeństwo to pozostało bezdzietne.